# Panca delle penalità
La panca delle penalità (qualche volta chiamata anche sin bin, bad box o bin) è, nell'hockey, nel rugby, nel roller derby e in altri sport, un'area al di fuori del campo da gioco dove i giocatori attendono per tutta la durata dell'espulsione temporanea, per aver commesso un fallo non così grave da essere punito con un'espulsione definitiva. Le squadre di solito non sono autorizzate a sostituire i giocatori che sono stati mandati alla panca delle penalità, con eccezioni come nel caso del rugby.

## Hockey su ghiaccio
Nell'hockey su ghiaccio un periodo di tempo in quest'area viene assegnato per ogni infrazione, a meno che l'infrazione consista in un gesto antisportivo o a cui sia assegnato un tiro di rigore. Se tre o più giocatori stanno scontando un periodo di punizione, la squadra potrà continuare a giocare con tre giocatori in campo ma non potrà inserire in gioco coloro che si trovano nella sin bin fino a che il tempo di punizione non sia terminato. Quando una squadra ha un giocatore che sta scontando un periodo di penalità di due minuti nella sin bin e un complessivo svantaggio per numero di giocatori sul campo, si dice che la squadra avversaria sia in power play. Se la squadra avversaria segna durante questo periodo, i giocatori possono istantaneamente ritornare in gioco. I portieri non possono mai essere mandati nella sin bin, e dovranno delegare il proprio tempo di penalità ad un altro giocatore (nel caso di una penalità da 5 minuti) o subire un tiro di rigore.

## Rugby
In entrambe le scuole del gioco del rugby ("rugby a 15" (union) e rugby a 13 (league)), un periodo nella sin bin, viene assegnato solamente nel caso di un comportamento antisportivo, di gioco pericoloso, di un fallo tecnico o di un fallo commesso più volte, e avrà la durata di 10 minuti. Durante questo lasso di tempo, la squadra dovrà giocare con un uomo in meno. L'arbitro mostra la sua decisione in merito estraendo un cartellino giallo (ciò non accade nella rugby league australiana). Se una squadra commette più volte un fallo, l'arbitro può richiamare il capitano e avvertirlo che al successivo fallo commesso il giocatore falloso verrà punito con la sin bin. Per azioni di gioco più pericolose, l'arbitro può prendere la decisione di espellere direttamente il giocatore che ha commesso il fallo e questo non potrà più prendere parte alla partita.

## Altri sport
La panca delle penalità viene utilizzata anche nella lacrosse, nella pallamano e nell'hockey su prato così come viene stranamente descritta nelle International Rules Football, visto che la sin bin non è originaria di alcuno dei due sport da cui le International Rules nascono, ovvero il calcio gaelico ed il football australiano.
La proposta di introdurre la sin bin nel calcio è stata discussa dalla International Football Association Board ma non si sono mai prese decisioni in merito. Viene comunque adottata da molti altri sport al chiuso.